# Kohandān
Kohandān (persiska: كهندان) är en ort i Iran.   Den ligger i provinsen Qom, i den centrala delen av landet, 160 km sydväst om huvudstaden Teheran. Kohandān ligger 2 123 meter över havet och antalet invånare är 429.
Terrängen runt Kohandān är huvudsakligen kuperad, men västerut är den bergig. Terrängen runt Kohandān sluttar österut. Runt Kohandān är det ganska tätbefolkat, med 100 invånare per kvadratkilometer. Närmaste större samhälle är Tafresh, 14,1 km väster om Kohandān. Trakten runt Kohandān består i huvudsak av gräsmarker.